# Art as Experience
Art as Experience (1934) é o principal escrito de John Dewey sobre estética, originalmente apresentado como a primeira palestra de William James em Harvard (1932). A estética de Dewey foi considerada útil em várias disciplinas, incluindo novas mídias.
Dewey já havia escrito artigos sobre estética na década de 1880 e abordou o assunto em Democracy and Education (1915). Em sua principal obra, Experience and Nature (1925), ele expôs os primórdios de uma teoria da experiência estética e escreveu dois ensaios importantes para Philosophy and Civilization (1931).
A teoria de Dewey é uma tentativa de deslocar os entendimentos do que é essencial e característico do processo artístico de suas manifestações físicas no 'objeto expressivo' para o processo em sua totalidade, um processo cujo elemento fundamental não é mais a 'obra de arte' material ', mas sim o desenvolvimento de uma 'experiência'. A experiência é algo que afeta pessoalmente a vida de alguém. É por isso que essas teorias são tão cruciais para a vida social e educacional das pessoas.